# Annabel Vernon
Annabel Vernon (ur. 1 września 1982 w Truro) – brytyjska wioślarka.

## Osiągnięcia
- Mistrzostwa Świata – Gifu 2005 – jedynka – 9. miejsce[1].
- Mistrzostwa Świata – Eton 2006 – dwójka podwójna – 4. miejsce[1].
- Mistrzostwa Świata – Monachium 2007 – czwórka podwójna – 1. miejsce[1].
- Igrzyska Olimpijskie – Pekin 2008 – czwórka podwójna – 2. miejsce[1].
- Mistrzostwa Świata – Poznań 2009 – dwójka podwójna – 2. miejsce[1].